# بسين درة (غيفان)
بسين درة (بالفارسية: پسین‌دره) هي قرية تقع في إيران في قسم غیفان الريفي. يقدر عدد سكانها بـ 248 نسمة .